# Re:Name
Singles de Ai Ōtsuka
I love ×××
(2010) More More
(2014)
Re:Name est le 22e single de Ai Ōtsuka sorti sous le label Avex Trax le 9 octobre 2013 au Japon. Il sort au format CD, CD+DVD et CD+Photobook. Il atteint la 8e place du classement de l'Oricon. Il se vend à 9 364 exemplaires la première semaine et reste classé 3 semaines pour un total de 10 276 exemplaires vendus. Re:Name se trouve sur l'album Love Fantastic.

## Liste des titres
| 1. | Re:Name                                         |  |
| 2. | Hello me                                        |  |
| 3. | Toilet Paper Blues (トイレットペーパーブルース) |  |
| 4. | Re:Name (Instrumental)                          |  |
| 5. | Hello me (Instrumental)                         |  |

| 1. | Re:Name (PV) |  |
| 2. | Making of    |  |

| 1. | LOVE IS BORN 9th Anniversary 2012 |  |
| 2. | Ai Otsuka's Audio Commentary      |  |